# Globethics.net
Globethics.net ist ein globales Netzwerk von Personen und Institutionen, die sich für verschiedene Bereiche der Ethik interessieren. Es bietet Zugang zu Dokumenten über Ethik, besonders anhand seiner führenden globalen digitalen Ethikbibliothek. Es ermöglicht gemeinsame internetbasierte Forschung, Konferenzen, Online-Publikationen und einen aktiven Austausch von Informationen.
Globethics.net fördert besonders die bessere Sichtbarkeit und den Zugang zu ethischen Perspektiven aus Afrika, Lateinamerika und Asien. Es stärkt gemeinsame globale Werte und den Respekt vor der kontextuellen ethischen Vielfalt, einschließlich des Reichtums der Sprachen, Religionen und Weltanschauungen. Die international arbeitende Nichtregierungsorganisation mit Sitz in Genf hat beratenden Status des Wirtschafts- und Sozialrat der Vereinten Nationen ECOSOC, einem der sechs Hauptorgane der Vereinten Nationen.

## Entstehung
Globethics.net wurde von Christoph Stückelberger, Professor für Ethik an der Universität von Basel, und weiteren internationalen Ethikern im Jahr 2005 in Genf gegründet. Die Organisation wurde mit dem Ziel gegründet, Zugang zu Ressourcen, Debatten und Kontakten für Wissenschaftler und Institutionen, die in Ethik auf allen Kontinenten involviert sind, zu ermöglichen.
Sie möchte vor allem Perspektiven von Wissenschaftlern und Institutionen aus Afrika, Lateinamerika und Asien sichtbar machen, da deren Perspektiven in der globalen Ethikdebatte noch stark unterrepräsentiert sind.
Globethics.net wechselte seine Rechtsstruktur zum Beginn des Jahres 2009 in eine Stiftung unter Schweizerischem Recht.

## Bibliothek
Im Bestreben, dem globalen Süden Zugang zu Wissensquellen zu ermöglichen, führte Globethics.net im Oktober 2008 eine globale digitale Bibliothek für Ethik ein.
Die Globethics.net-Bibliothek ist eine rein digitale Bibliothek ohne physische Existenz. Sie konzentriert sich auf angewandte Ethik und ist von überall auf der Welt zugänglich. Der spezielle Fokus liegt auf Entwicklungs- und Schwellenländern und es wird angestrebt, so viele verschiedene Sprachen wie möglich zu integrieren.
Kostenlos zur Verfügung stehen:
- Zugriff auf Zeitschriften, Magazine, Bücher, Lehrmaterial, Dissertationen und neue Dokumente der angewandten Ethik. Dabei wird darauf geachtet, dass es sich um Volltextdokumente handelt, die jedem frei zur Verfügung stehen.
- Zugriff auf geschützten Inhalt wie Journale, Enzyklopädien und E-Books. (Diese sind nur registrierten Nutzern zugänglich, wobei Globethics.net die Urheberrechts-Gebühren zahlt.)
- Die Möglichkeit, eigene Dokumente und Publikationen zur Bibliothek zuzufügen (nur für registrierte Teilnehmer).

## Forschung
Das Internationale Sekretariat von Globethics.net koordiniert eine Reihe von Forschungsprojekten neben den in Eigeninitiative entstandenen Projekten von Arbeitsgruppen sowie den gemeinsamen Forschungsprojekten von Teilnehmern des Netzwerks. Diese Projekte sollen Forscher von allen Teilen der Welt dazu motivieren, sich in globalen Themen der Ethik zu engagieren. Darüber hinaus bringt das Sekretariat ethische Perspektiven von allen Kontinenten der Welt hervor und führt diese zusammen.
Die Ergebnisse dieser Forschungsprojekte werden in Globethics.net-Bücherserien veröffentlicht und liegen in Volltextversion im elektronischen Format in der Globethics.net-Bibliothek zur Verfügung. In diesen Forschungsprojekten konzentriert sich das internationale Sekretariat von Globethics.net auf folgende Bereiche:
- Wirtschaftsethik: Globethics.net unterstützt Wirtschaftsethik vor allem in Entwicklungs- und Transitländern, unter anderem durch eine globale Studie und eine Datenbank über Forschung und Institutionen im Bereich der Wirtschaftsethik. Im Jahr 2009 startete der bei Globethics.net Verantwortliche für Wirtschaftsethik, Prof. Deon Rossouw, eine weltweite Studie im Bereich der Wirtschaftsethik.

- Interreligiöse Ethik: Interreligiöse Ethik erachtet den Beitrag von Religionen auf gemeinsame und unterschiedliche Werte als eine Beteiligung zum Frieden. Im Januar 2009 organisierte Globethics.net eine internationale Konferenz zu Interreligiöser Ethik in Kenia. 2011 wurde mit dem World Council of Churches (WCC, Ökumenischer Rat der Kirchen) eine Kooperation zur Veröffentlichung von theologisch-ethischen Beiträgen geschlossen.[3]

- Führungsverantwortung: In Zusammenarbeit mit Partnern entwickelt Globethics.net Kriterien für und identifiziert und unterstützt Beispiele von Führungsverantwortung in ausgewählten Bereichen. Globethics.net fördert ethisches Verhalten von Führungspersonen in exemplarischen Bereichen mit internationalen Dimensionen.